# Wiktor Elcyn
Wiktor Borisowicz Elcyn (ros. Виктор Борисович Эльцин, ur. 1900 w Mohylewie, zm. 1 marca 1938 w Workucie) – radziecki działacz polityczny.

## Życiorys
Był narodowości żydowskiej. Od sierpnia 1917 należał do SDPRR(b), od sierpnia do listopada 1917 był organizatorem partyjnym i związkowym fabryce w guberni permskiej, od listopada 1917 do kwietnia 1918 kierował permskim gubernialnym oddziałem zamiejscowym, a od maja do sierpnia 1918 służył w oddziałach specjalnego przeznaczenia. We wrześniu 1918 był przewodniczącym Komitetu Wykonawczego Wiackiej Rady Gubernialnej, od 1919 szefem Wydziału Politycznego 27 Dywizji Piechoty, potem do 1920 szefem Wydziału Politycznego 26 Dywizji Piechoty, a w 1921 przewodniczącym zarządu rejonu kolejowego w Krzywym Rogu i sekretarzem odpowiedzialnym Komitetu Okręgowego RKP(b).
W latach 1921–1924 studiował w Akademii Komunistycznej, później w Instytucie Czerwonej Profesury, w 1924 został wykładowcą kursów przy fakultecie robotniczym, potem do 1925 wykładał w Moskiewskiej Wyższej Szkole Technicznej im. Baumana. W latach 1926–1927 był redaktorem wydania Zbioru Dzieł Lwa Trockiego w Wydawnictwie Państwowym RFSRR i jednocześnie osobistym sekretarzem przewodniczącego Głównego Komitetu Koncesyjnego ZSRR Trockiego. Po usunięciu Trockiego ze stanowisk został aresztowany, potem skazany na zesłanie do Archangielska, do listopada 1937 przebywał w łagrze w Komijskiej ASRR.
20 listopada 1937 został aresztowany, a następnie rozstrzelany.